# Аллеман (Айова)
Аллеман (англ. Alleman) — місто (англ. city) в США, в окрузі Полк штату Айова. Населення — 423 особи (2020).

## Географія
Аллеман розташований за координатами 41°48′57″ пн. ш. 93°36′34″ зх. д. / 41.81583° пн. ш. 93.60944° зх. д. (41.815845, -93.609460).  За даними Бюро перепису населення США в 2010 році місто мало площу 7,00 км², уся площа — суходіл.

## Демографія
Згідно з переписом 2010 року, у місті мешкали 432 особи в 151 домогосподарстві у складі 130 родин. Густота населення становила 62 особи/км².  Було 152 помешкання (22/км²).
Расовий склад населення:
| - 98,4 % — білих - 0,2 % — азіатів |

До двох чи більше рас належало 1,4 %. Частка іспаномовних становила 0,0 % від усіх жителів.
За віковим діапазоном населення розподілялося таким чином: 28,5 % — особи молодші 18 років, 64,1 % — особи у віці 18—64 років, 7,4 % — особи у віці 65 років та старші. Медіана віку мешканця становила 41,3 року. На 100 осіб жіночої статі у місті припадало 101,9 чоловіків;  на 100 жінок у віці від 18 років та старших — 94,3 чоловіків також старших 18 років.
Середній дохід на одне домашнє господарство  становив 95 290 доларів США (медіана — 81 818), а середній дохід на одну сім'ю — 101 936 доларів (медіана — 81 932). Медіана доходів становила 60 208 доларів для чоловіків та 52 625 доларів для жінок. За межею бідності перебувало 1,3 % осіб, у тому числі 0,0 % дітей у віці до 18 років та 6,5 % осіб у віці 65 років та старших.
Цивільне працевлаштоване населення становило 290 осіб. Основні галузі зайнятості: освіта, охорона здоров'я та соціальна допомога — 31,0 %, будівництво — 12,4 %, роздрібна торгівля — 9,7 %, фінанси, страхування та нерухомість — 9,7 %.